# Пашков, Алексей Фёдорович
Алексе́й Фёдорович Пашко́в (17 марта 1920, деревня Атавка, Дуван-Кущинский кантон, Башкирская АССР, РСФСР — 15 января 1998, Уфа, Башкортостан, Российская Федерация) — советский военнослужащий, участник Великой Отечественной войны, Герой Советского Союза, участник Великой Отечественной войны, командир орудия 5-го гвардейского артиллерийского полка 10-й гвардейской воздушно-десантной дивизии 37-й армии Степного фронта, гвардии сержант.

## Биография
Родился 17 марта 1920 года в крестьянской семье. Окончил 5 классов сельской школы, после чего работал в колхозе.
В 1940 году был призван в Красную Армию Дуванским райвоенкоматом Башкирской АССР. В боях Великой Отечественной войны участвовал с января 1943 года.
1 октября 1943 года, будучи командиром орудия, в боевых порядках пехоты переправился через реку Днепр в районе деревни Перевалочная Днепропетровской области Украины, обеспечивая успешное продвижение пехоты при расширении плацдарма на западном берегу. В период с 1 по 14 октября 1943 года на правом берегу реки в районе села Мишурин Рог Верхнеднепровского района Днепропетровской области расчёт орудия Пашкова участвовал в отражении шести танковых атак противника, уничтожив три танка, две бронемашины, пять автомашин со снарядами. Когда орудие вышло из строя, артиллеристы пустили в ход бутылки с горючей смесью и гранаты. Алексей Фёдорович лично уничтожил 2 средних танка противника. За проявленный героизм и мужество при выполнении боевого задания указом Президиума Верховного Совета СССР от 20 декабря 1943 года гвардии сержанту Пашкову было присвоено звание Героя Советского Союза с вручением ордена Ленина и медали «Золотая Звезда» (№ 3155).
После войны продолжал службу в Советской Армии. В 1945 году он окончил танковое училище, а в 1949 году — курсы усовершенствования офицерского состава. С 1960 года — в запасе, а затем в отставке. После отставки работал инженером по технике безопасности в Башкирском автохозяйстве № 1, в Уфимском авиационном институте, начальником отдела кадров Уфимской обувной фабрики, старшим инспектором отдела кадров треста «Башспецстрой», инженером технического отдела проектного института «Башгражданпроект», старшим инженером по гражданской обороне в управлении «Башгаз».
Скончался 15 января 1998 года в Уфе.

## Награды
- Герой Советского Союза (20.12.1943, № 3155)[4].
- Орден Ленина (20.12.1943).
- Орден Отечественной войны 1-й степени.
- Орден Отечественной войны 2-й степени.
- Орден Красной Звезды.
- Медаль «В ознаменование 100-летия со дня рождения Владимира Ильича Ленина».
- Медаль «За победу над Германией в Великой Отечественной войне 1941-1945 гг.».
- Медаль «Двадцать лет победы в Великой Отечественной войне 1941—1945 гг.».
- Медаль «Тридцать лет Победы в Великой Отечественной войне 1941-1945 гг.».
- Медаль «Сорок лет Победы в Великой Отечественной войне 1941-1945 гг.».
- Медаль «50 лет Победы в Великой Отечественной войне 1941-1945 гг.».
- Медаль «30 лет Советской Армии и Флота».
- Медаль «40 лет Вооружённых Сил СССР».
- Медаль «50 лет Вооружённых Сил СССР».
- Медаль «60 лет Вооружённых Сил СССР».
- Медаль «70 лет Вооружённых Сил СССР».

## Память
- На фасаде дома № 65 по улице Коммунистической в городе Уфе, в котором жил А. Ф. Пашков, в память о нём установлена мемориальная доска.
- Имя Алексея Пашкова носили пионерские отряды трёх школ Дуванского района Башкирии.
- Улица Сержанта Пашкова в  Ленинском районе города Уфа названа в честь А.Ф. Пашкова.